# 衣棚通

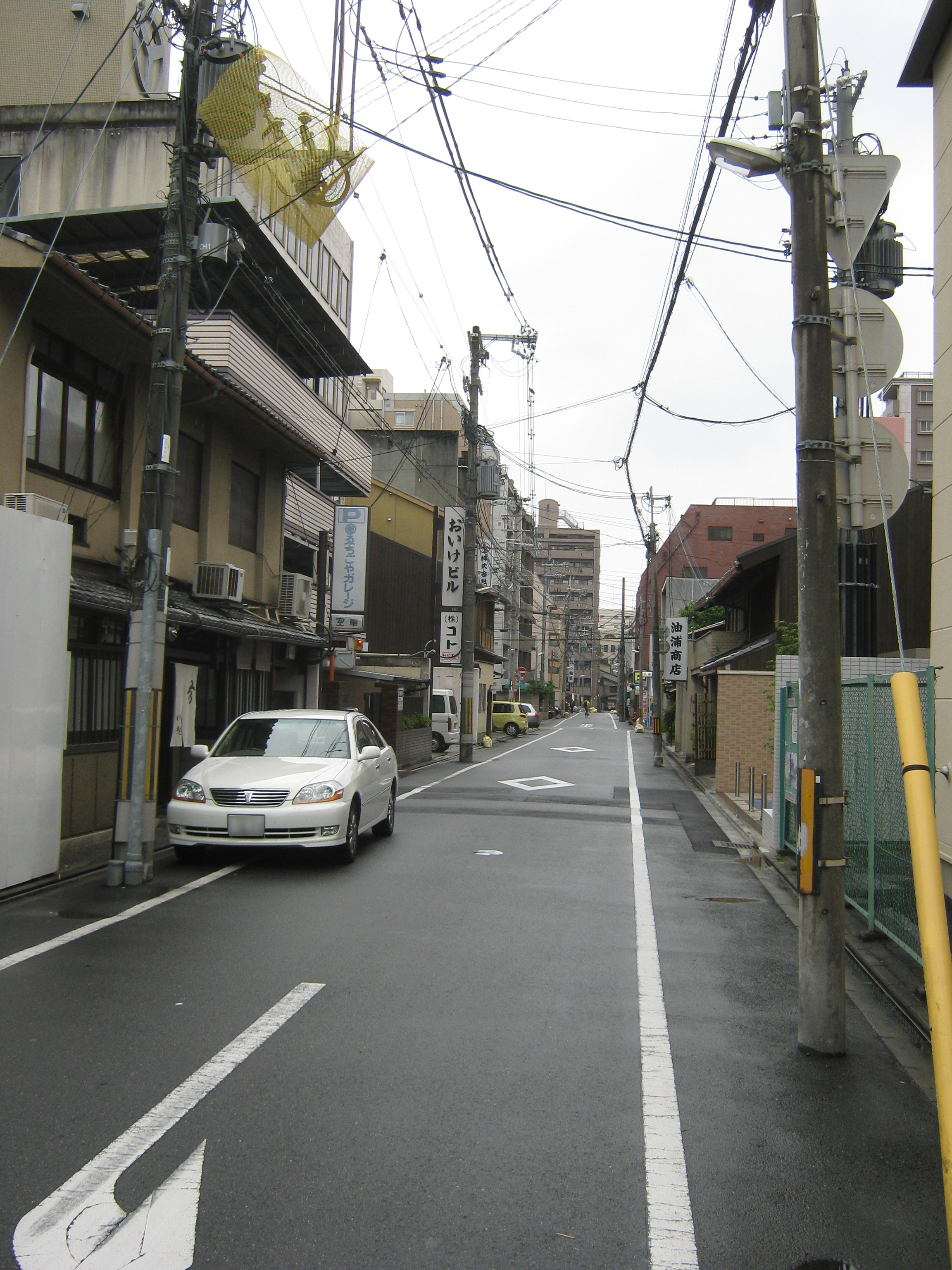
衣棚通(御池通との交差点付近から南方面を望む)、京都市中京区

衣棚通（ころものたなどおり、ころもたなどおり）は京都市内の南北の通りの一つ。北は加茂川右岸の加茂街道から南は六角通まで。途中紫明通から200mほど南の玄武公園横まで、また一条通と上長者町通の間で分断されている。一条通以北では何箇所かで東西方向にずれている。
平安京には存在せず、豊臣秀吉による1590年（天正18年）の天正の地割で新設され、その後北へ延長されて賀茂川に達した。天正の地割で室町・新町中間の三条以北の通りを衣棚通と呼ぶことは、それ以前にすでにその界隈に法衣などを棚売りする店が多数あったことによるとされる。秀吉によって寺町が形成される以前はこの界隈の四方に寺院が多数あり、経師屋や仏師などとともに法衣屋も多く集まっていた。弘治年間にはあったという法衣店の「千切屋」は衣棚通を本拠に独占的に発展し、その一門は最盛期にはこの界隈に百余軒を数えるに及んだという。江戸時代には東隣の室町通同様多くの呉服店があり、これが通り名の由来となった。しかし享和の頃から次第に減少し、現在では室町通りと比べ和装関係の業者は少ない。
また、三条通から南に向かった路地は「了頓図子」とも呼ばれる。了頓は桃山時代にここに屋敷を構えていた茶人の広野了頓のことで、図子は辻子（通り抜けのできる路地）を意味し、了頓が自邸内の通り抜けを許していたことからそう呼ばれるようになった。